# Chiesa di Sant'Andrea Apostolo (Tricase)
La chiesa di Sant'Andrea Apostolo è la parrocchiale a Caprarica del Capo, rione del comune di Tricase nella provincia di Lecce. Risale al XVIII secolo.

## Storia
La chiesa con dedicazione ad Andrea Apostolo venne costruita a Caprarica del Capo tra il 1792 e il 1795. Sul sito scelto in precedenza era presente un altro edificio. Venne aperta al culto nel 1814.
Solo molto più tardi, nel 1952, venne eretta la torre campanaria, sul lato sinistro dell'edificio.
L'adeguamento liturgico venne eseguito nel 1976 e in quell'intervento l'altar maggiore nel presbiterio venne smontato e risistemato.
Un recente ciclo di restauri conservativi è stato realizzato tra gli anni 2011 e 2013.